# Tirant (arquitectura)

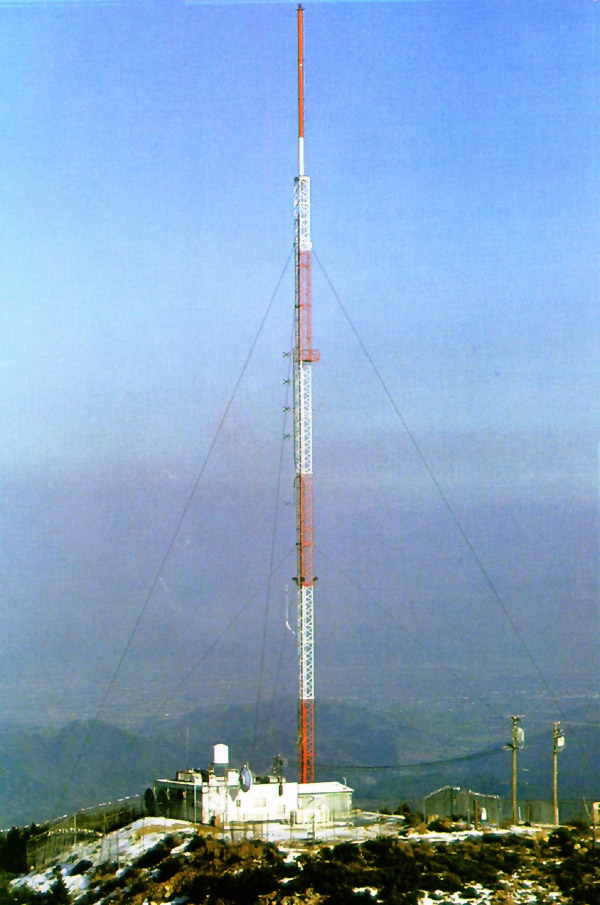
antena atirantada

El terme tirant en enginyeria d'estructures, indica un element estructural, sovint de metall, útil per a contrastar les forces laterals que empenyen, degudes al pes, per exemple, d'una cobertura. Es retroba sovint en associació amb arcs o voltes Del punt de vista estructural és dit tirant un element que treballa, com s'intueix del terme, a tracció simple, a diferència del puntó (? it. puntone) que en canvi treballa a compressió simple.

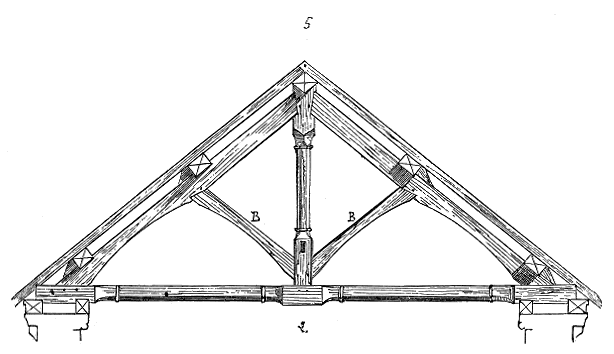
Un) metàl·lica.